# Кёрбрюк, Карстен
Карстен Уве Кёрбрюк (нем. Carsten Uwe Köhrbrück; род. 26 июня 1967, Западный Берлин) — немецкий легкоатлет, специалист по барьерному бегу и спринту. Выступал на профессиональном уровне в 1985—1995 годах, обладатель серебряной медали чемпионата Европы, бронзовый призёр всемирной Универсиады, чемпион ФРГ в беге на 400 метров с барьерами, участник летних Олимпийских игр в Барселоне.

## Биография
Карстен Кёрбрюк родился 26 июня 1967 года в Западном Берлине, ФРГ. Занимался лёгкой атлетикой в берлинских клубах OSC Berlin и LAC Halensee.
Первого серьёзного успеха на международном уровне добился в сезоне 1985 года, когда вошёл в состав западногерманской сборной и выступил на юниорском европейском первенстве в Котбусе, где в зачёте бега на 400 метров с барьерами выиграл бронзовую медаль.
В 1986 году в той же дисциплине стал четвёртым на юниорском мировом первенстве в Афинах.
В 1989 году на Кубке Европы в Гейтсхеде вместе с соотечественниками занял второе место в эстафете 4×400 метров. Будучи студентом, представлял Западную Германию на Всемирной Универсиаде в Дуйсбурге, где финишировал шестым в барьерном беге на 400 метров и завоевал бронзовую награду в эстафете 4×400 метров.
В 1990 году дошёл до полуфинала на чемпионате Европы в помещении в Глазго, превзошёл всех соперников на Мемориале братьев Знаменских в Москве, был лучшим на чемпионате Германии в Дюссельдорфе, установив при этом свой личный рекорд в беге на 400 метров с барьерами — 48,89. На чемпионате Европы в Сплите пришёл к финишу шестым в барьерах и получил серебро в эстафете 4×400 метров, уступив в финале только команде из Великобритании.
В 1991 году бежал 400 метров с барьерами на чемпионате мира в Токио, не смог пройти дальше предварительного квалификационного этапа.
Благодаря череде успешных выступлений в 1992 году удостоился права защищать честь страны на летних Олимпийских играх в Барселоне — здесь в программе 400-метрового барьерного бега остановился на стадии полуфиналов.
Завершил спортивную карьеру по окончании сезона 1995 года.
Впоследствии работал тренером по лёгкой атлетике в Берлине, подготовил нескольких титулованных спринтеров и барьеристов национального уровня на дистанции 400 метров. В течение нескольких лет возглавлял команду Берлинской легкоатлетической ассоциации. С 2016 года — тренер по общефизической подготовке в гандбольном клубе «Фюксе Берлин».
Его дочь Свеа Кёрбрюк (род. 1993) тоже добилась определённых успехов в лёгкой атлетике, представляла Германию на чемпионате мира 2017 года в Лондоне.